# منتالبان
منتالبان (به اسپانیایی: Montalbán) یک شهرستان در اسپانیا است که در استان تروئل واقع شده‌است.

## خصوصیات
منتالبان ۸۲ کیلومترمربع مساحت و ۱٬۴۷۷ نفر جمعیت دارد و ۹۰۷ متر بالاتر از سطح دریا واقع شده‌است.